# Béssy Argyráki
Béssy (Vasilía) Argyráki, en grec moderne : Μπέσσυ (Βασιλεία) Αργυράκη (1957-), est une chanteuse grecque qui a commencé sa carrière au milieu des années 1970 et a enregistré des albums jusqu'au milieu des années 1990. Avec trois autres artistes, elle représente son pays au Concours Eurovision de la chanson 1977,. Elle est également réputée pour ses reprises de chansons de France Gall, Raffaella Carrà, Kim Wilde et Dolly Parton. Dans les années 1970 et 1980, Béssy Argyráki est l'une des artistes les plus populaires en Grèce.